# Ruth Westheimer
Karola Ruth Siegel (ismertebb nevén Dr. Ruth) (Wiesenfeld, 1928. június 4. – New York, 2024. július 12.) német születésű amerikai szociológus, színész, producer, szexuálterapeuta. 

## Élete és pályafutása
Médiakarrierje 1980-ban kezdődött a Sexually Speaking című rádióműsorral, ami egészen 1990-ig tartott. 1984-től 1993-ig legalább öt televíziós műsor házigazdája volt. Mintegy 40 könyv szerzője, melyeknek témája a szex és a szexualitás.

## Magyarul megjelent művei
- Ruth K. Westheimer–Pierre A. Lehu: Szex; ford. Hidasi Györgyi; Panem, Bp., 2009 (Tantusz könyvek)

## Fordítás
- Ez a szócikk részben vagy egészben  a   Ruth Westheimer című angol Wikipédia-szócikk fordításán alapul.  Az eredeti cikk szerkesztőit annak laptörténete sorolja fel. Ez a jelzés csupán a megfogalmazás eredetét és a szerzői jogokat jelzi, nem szolgál a cikkben szereplő információk forrásmegjelöléseként.